# Sara Vilà i Galan
Sara Vilà i Galan, née le 24 septembre 1979, est une femme politique espagnole membre de Podemos.

## Biographie

### Profession
Elle est titulaire d'une licence en philosophie.

### Carrière politique
Elle est députée au Parlement de Catalogne de 2012 à 2015.
Le 7 janvier 2016, elle est désignée sénatrice par le Parlement de Catalogne en représentation de la Catalogne au Sénat.